# Fotografická past

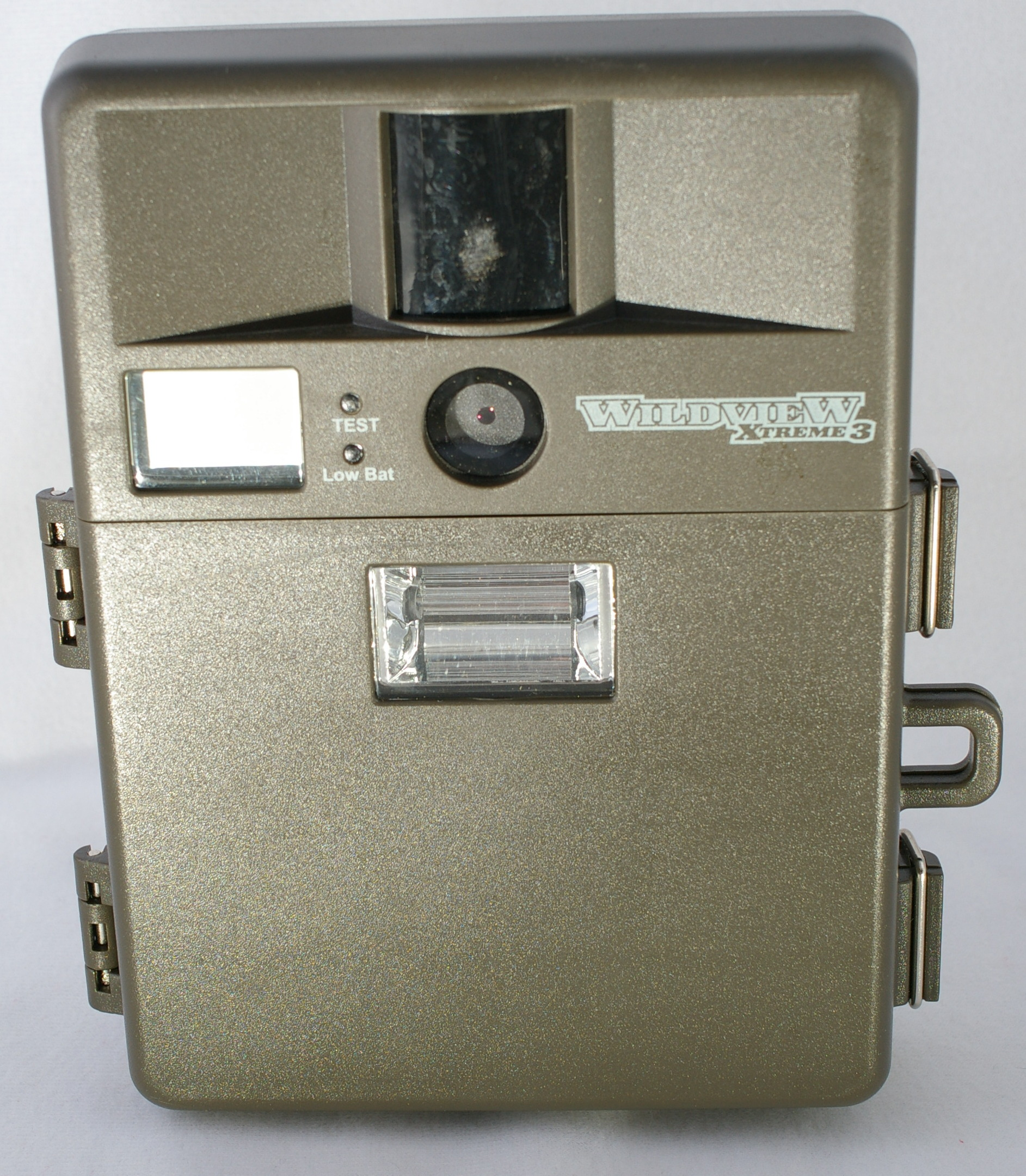
Fotografická past pro fotografování zvěře v přírodě; nahoře je detektor pohybu, uprostřed objektiv, dole blesk a vlevo LCD s počtem pořízených snímků

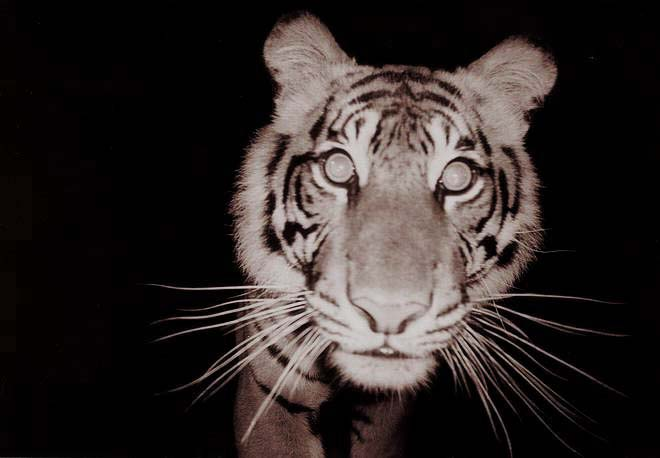
Tygr sumaterský zachycený na snímku fotografické pasti. Tohle zvíře stačilo zničit tři zařízení za víkend

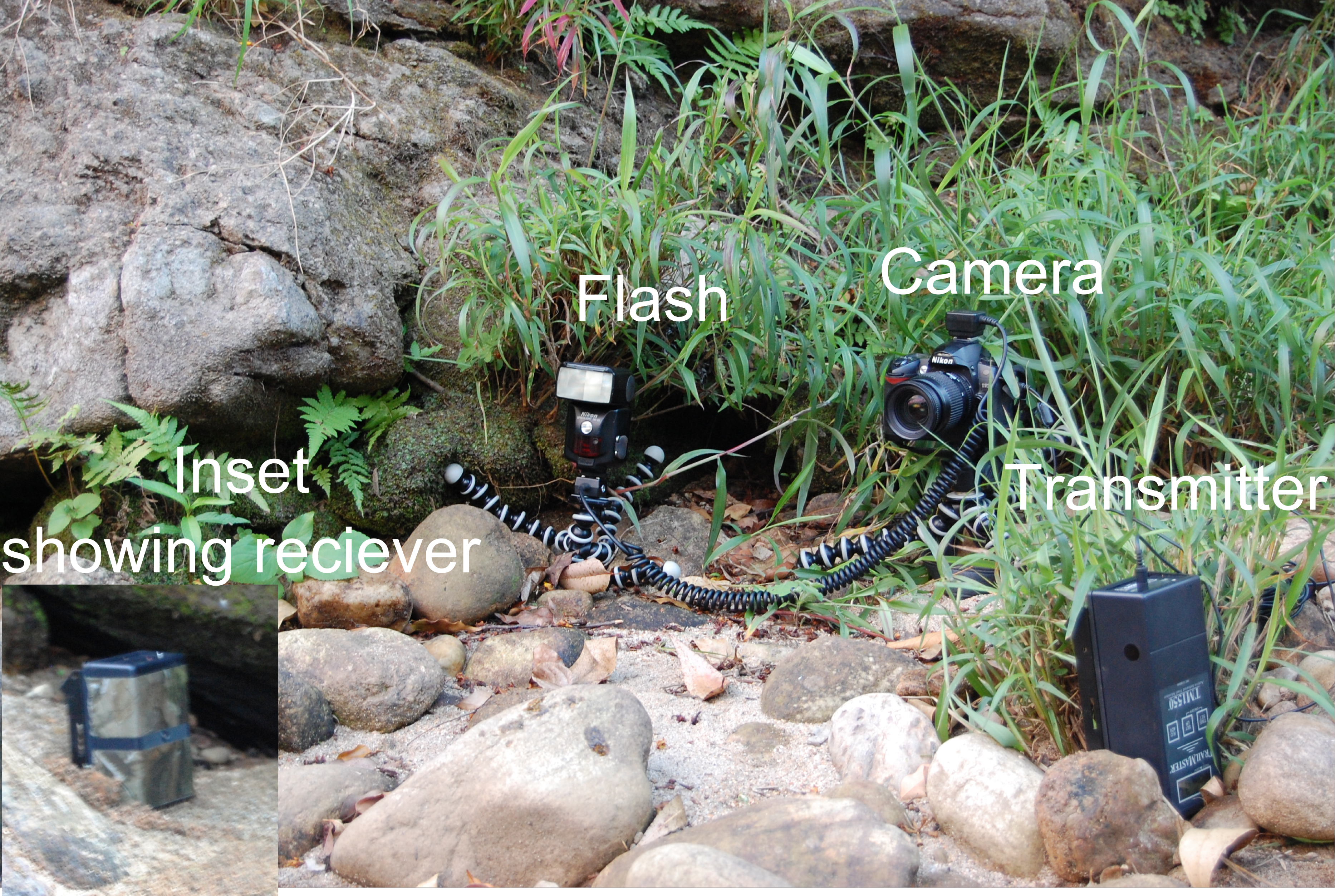
Nastražená past se schovaným přijímačem infračerveného signálu. Vše je umístěno tak, aby potenciální zvíře přerušilo paprsek a bylo zachyceno fotoaparátem

Fotografická past (fotopast) je automatizovaný fotoaparát sloužící k zachycení fotografie volně žijících zvířat. Využívány jsou též policií pro identifikaci pachatele.

## Popis
Fotografická past se instaluje v místě, ve kterém se vzácné zvíře vyskytuje a tudíž se očekává, že jej navštíví. Když pohybový nebo infračervený senzor detekuje přítomnost zvířete, spustí se mechanismus, který pořídí fotografii. Po uplynutí určité doby se majitel obvykle vrátí k fotoaparátu a zkontroluje pořízené fotografie.
Fotografické pasti jsou důležitým nástrojem při výzkumu vzácných, plachých nebo nočních zvířat. Obecně vzato tato technologie volně žijící zvířata neruší, ale záblesky mohou způsobit, že se některá zvířata odstěhují.
Někdy může dojít k poškození kamery samotnými zvířaty. Někdy techniku poškodí, zničí nebo odnesou lidé.

## Historie
Průkopníkem ve vývoji fotografické pastí byl Frederick Walter Champion (1893 - 1970). V Siwaliksu v Severní Indii využíval při dokumentování volně žijících zvířat fotoaparáty, které spouštěl nataženými dráty. S touto technikou pořídil pozoruhodné snímky volně žijících bengálského tygra, indického leoparda, medvěda pyskatého a indických divokých psů dhoulů.

## Galerie

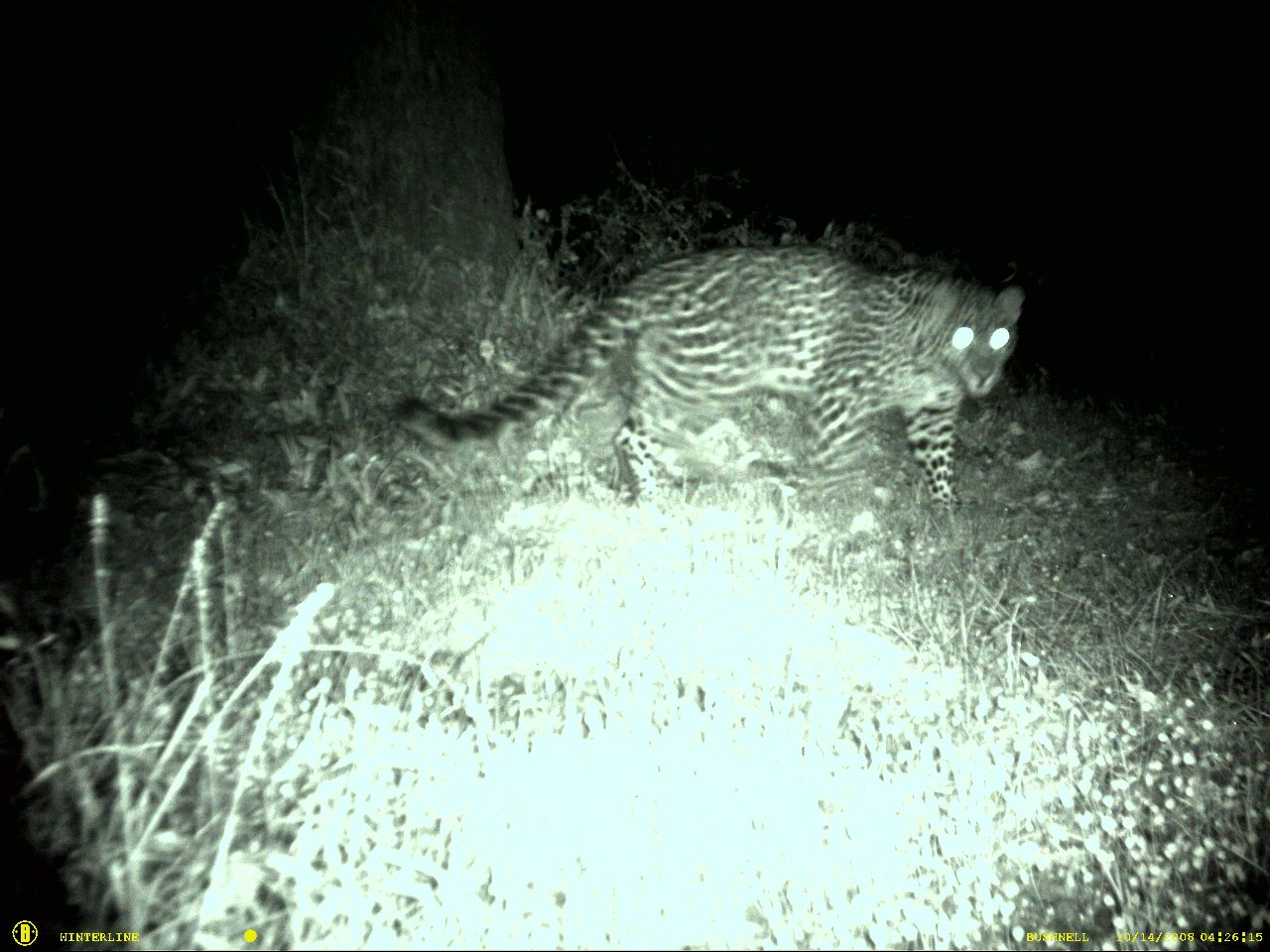
Leopard, Garhwal
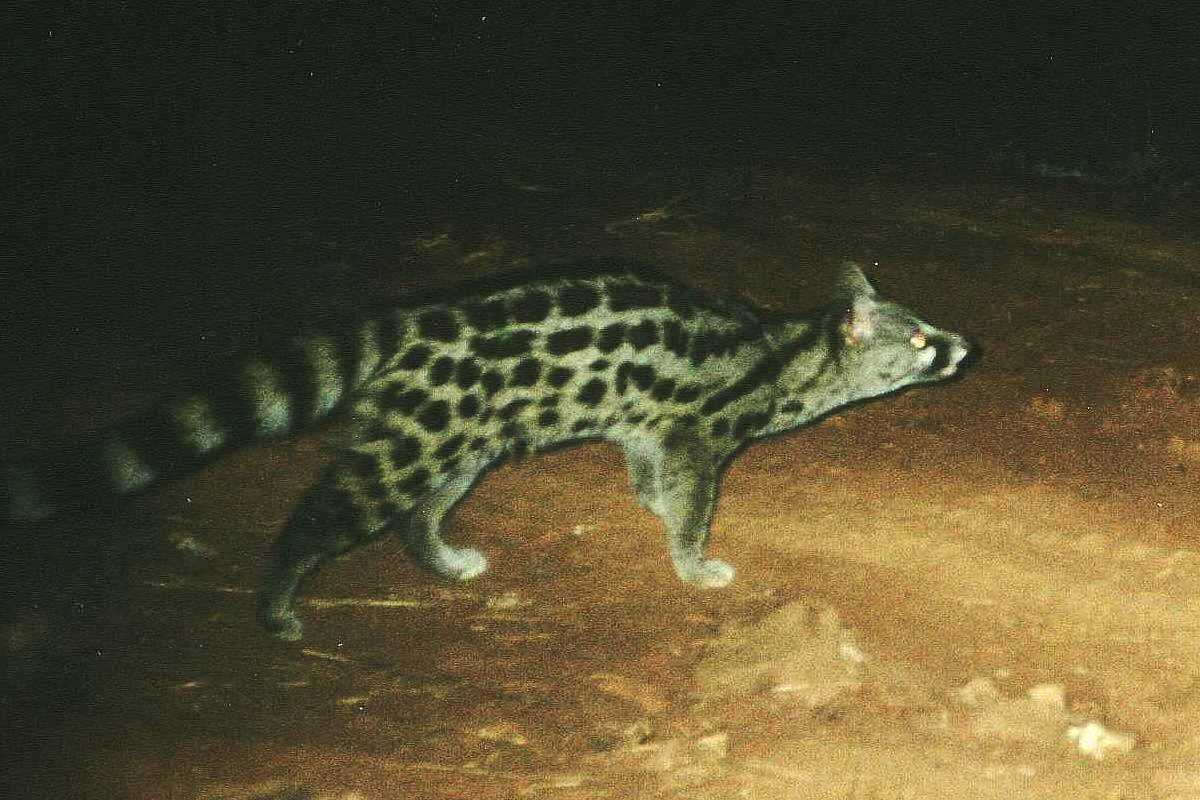
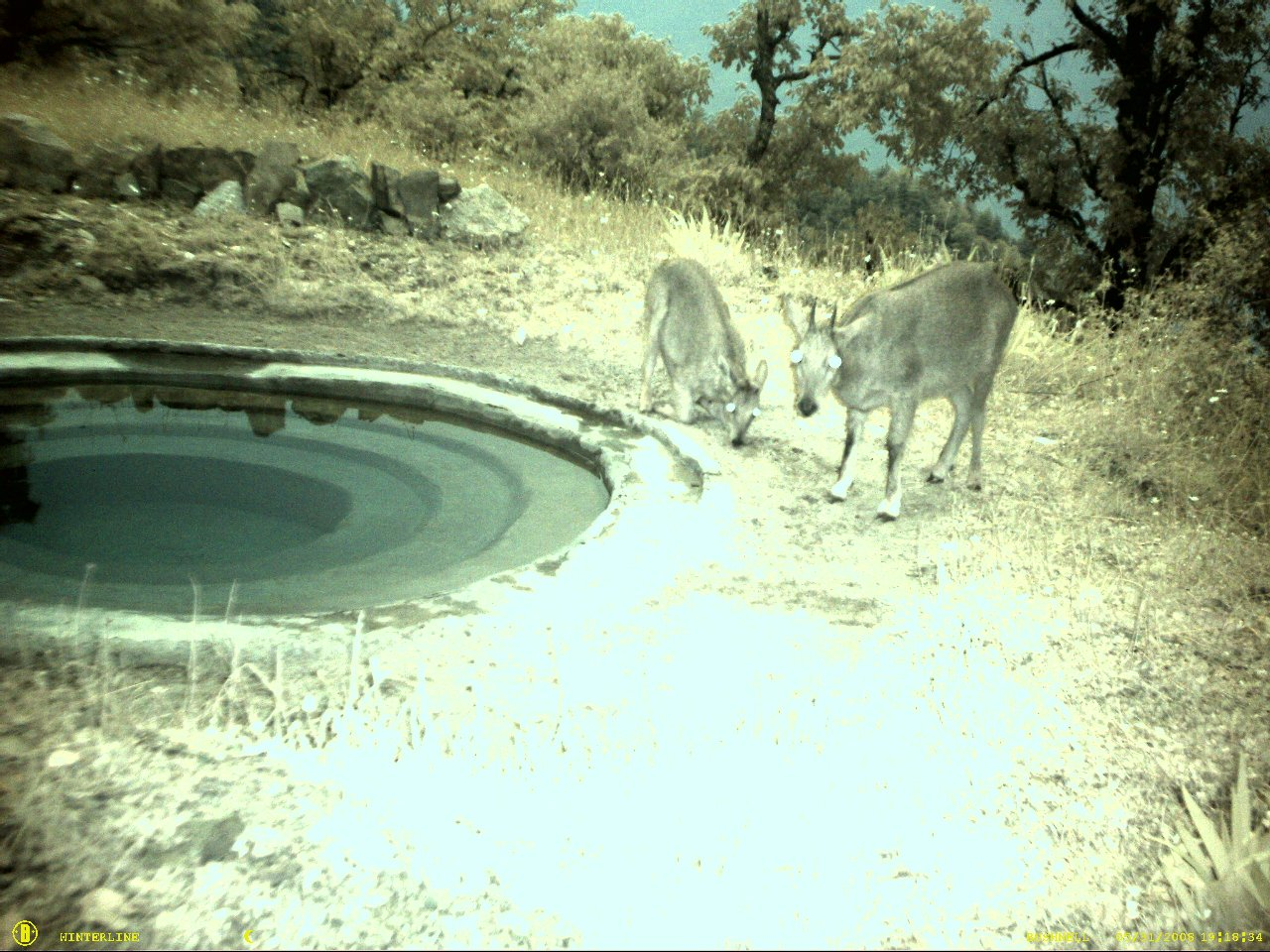
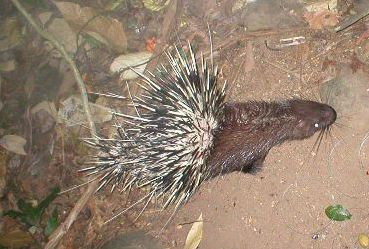
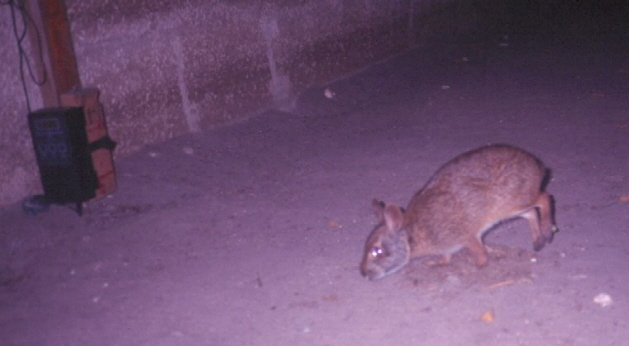
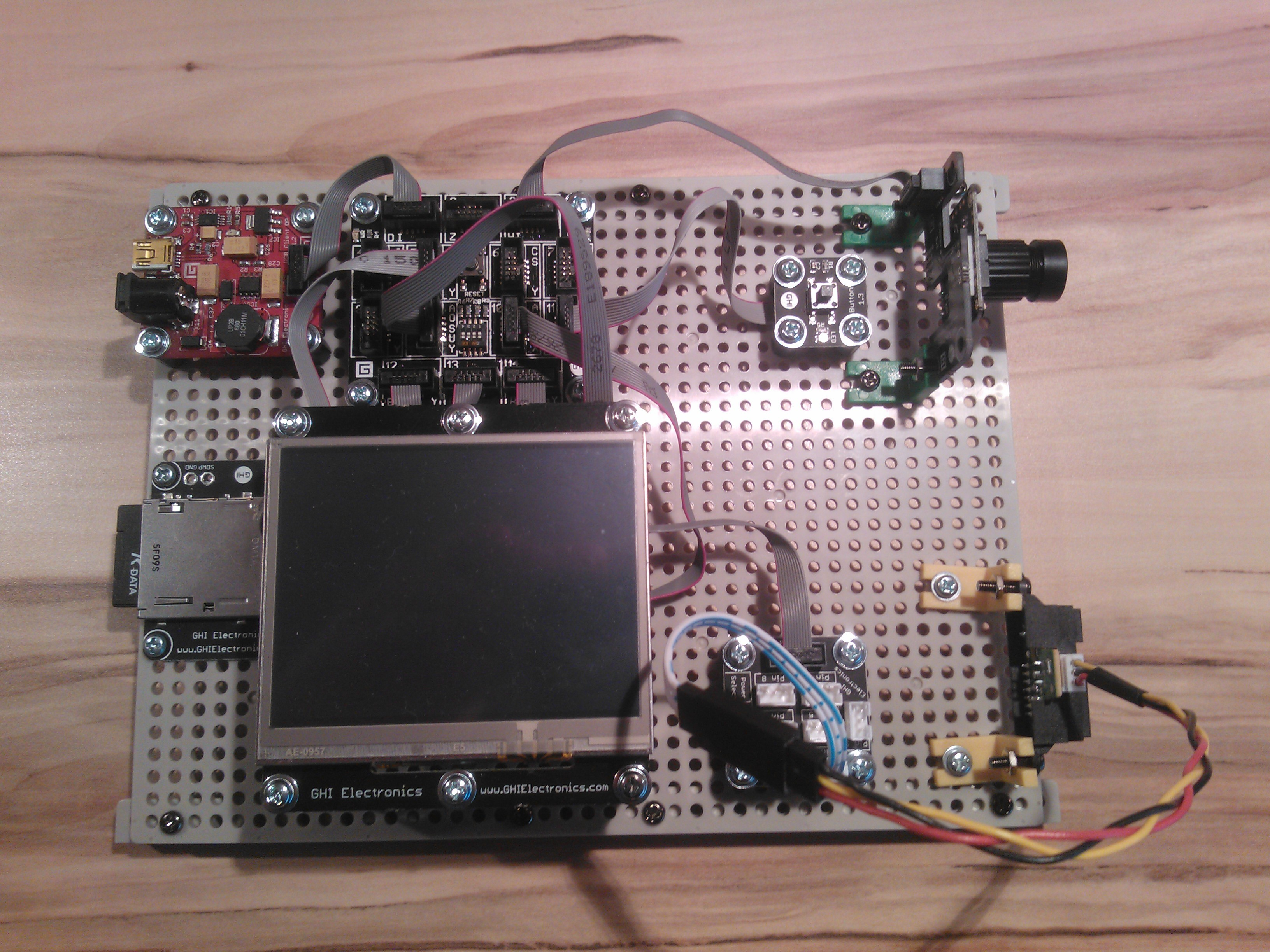
Doma sestavená fotografická past z .NET Gadgeteer ovládaná infračerveným dálkoměrem. Pořizuje fotografie pomocí jednoduchého modulu webové kamery v rozlišení 320 x 240 bodů s ručním ostřením.
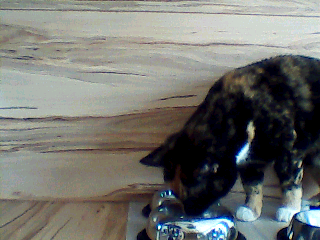
Domácí kočka zachycená fotografickou pastí